# Louise Peak
Louise Peak är en bergstopp i Antarktis. Den ligger i Västantarktis. Argentina, Chile och Storbritannien gör anspråk på området. Toppen på Louise Peak är 625 meter över havet.
Terrängen runt Louise Peak är kuperad åt sydost, men åt nordväst är den platt. Havet är nära Louise Peak åt nordväst. Trakten är obefolkad. Det finns inga samhällen i närheten.